# Den lilla sjöjungfrun (film, 2023)
Den lilla sjöjungfrun (engelska: The Little Mermaid) är en amerikansk musikal-fantasyfilm från 2023. Den är regisserad av Rob Marshall, med manus skrivet av David Magee och Jane Goldman. Filmen är en nyinspelning av Disneys animerade film med samma namn från 1989, som i sin tur är baserad på sagan med samma namn från 1837 av Hans Christian Andersen. Huvudrollen Ariel spelas av Halle Bailey.
Filmen hade biopremiär i Sverige den 26 maj 2023, utgiven av Walt Disney Studios Motion Pictures. Den 6 september 2023 släpptes filmen på strömningstjänsten Disney+.

## Handling
Ariel, den yngsta dottern till kungariket Atlanticas härskare kung Triton, är fascinerad av den mänskliga världen men sjöjungfrur är förbjudna att utforska den. Efter att ha räddat prins Eric från ett skeppsbrott och blivit förälskad i honom, blir hon fast besluten att vara tillsammans med honom i världen ovanför vattnet. Dessa handlingar leder till en konfrontation med hennes far och ett möte med sjöhäxan Ursula.

## Rollista (i urval)
| Roll             | Skådespelare          | Svensk röst               |
| ---------------- | --------------------- | ------------------------- |
| Ariel            | Halle Bailey          | Joanné Nugas              |
| Erik             | Jonah Hauer-King      | Lucas Krüger              |
| Sebastian        | Daveed Diggs (röst)   | Pablo Cepeda              |
| Måsart           | Awkwafina (röst)      | Ayla Kabaca               |
| Blunder          | Jacob Tremblay (röst) | Orlando Wahlsteen         |
| drottning Selina | Noma Dumezweni        | Sharon Dyall              |
| kung Triton      | Javier Bardem         | Felix Engström            |
| Ursula           | Melissa McCarthy      | Charlotte Ardai Jennefors |
| Vanessa          | Jessica Alexander     |                           |
| Grimsby          |                       | Gustav Levin              |

- Övriga röster – Alexander Lycke, Amanda Renberg, Bjarne Heuser, Caroline Hamberg, Cecilia Wrangel Skoug, David Lenneman, Elif Grahn, Göran Engman, Jacqline Mossberg Mounkassa, Jakob Stadell, Jamil Drissi, Johan Jern, John Alexander Eriksson, Kayode Shekoni, Lars-Göran Persson, Linnea Wikblad, Maria Hellström, Mikaela Tidermark Nelson, Sissel Kyrkjebø, Vilgot Hedtjärn, Jenny Holmgren, Kristin Lidström, Annica Edstam, Rikard Björk, Magnus Rongedal, Oskar Nilsson, Jan Åström, Rolf Christianson
- Dialogregissör – Johan Lejdemyr
- Dialogöversättare – Amanda Renberg
- Sångregissör – Joakim Jennefors
- Sångöversättare – Amanda Renberg, Ingela "Pling" Forsman
- Tekniker – Mikael Regenholz
- Svensk version producerad av Disney Character Voices International, Inc[14]